# Todd Lodwick
Todd Lodwick (Steamboat Springs (Colorado), 21 november 1976) is een Amerikaanse noordse combinatieskiër. Hij vertegenwoordigde zijn vaderland op vijf achtereenvolgende Olympische Winterspelen; Lillehammer 1994, Nagano 1998, Salt Lake City 2002, Turijn 2006 en Vancouver 2010.

## Carrière
Lodwick acteerde voor het eerst op internationaal niveau in 1993. Tijdens de Olympische Winterspelen van 1994 in Lillehammer eindigde de Amerikaan als dertiende op de Gundersen, samen met Dave Jarrett en Ryan Heckman eindigde hij als zevende in de teamwedstrijd. Op de wereldkampioenschappen noordse combinatie 1995 in Thunder Bay eindigde Lodwick samen met Ryan Heckman, Tim Tetreault en Dave Jarrett als vierde in de teamwedstrijd. In december 1995 boekte de Amerikaan in zijn geboorteplaats, Steamboat Springs, zijn eerste wereldbekerzege. In Trondheim nam Lodwick deel aan de wereldkampioenschappen noordse combinatie 1997, op dit toernooi eindigde hij samen met Dave Jarrett, Ryan Heckman en Tim Tetreault als zevende in de teamwedstrijd. Tijdens de Olympische Winterspelen van 1998 in Nagano eindigde de Amerikaan als twintigste op de Gundersen, in de teamwedstrijd eindigde hij samen met Dave Jarrett, Tim Tetreault en Bill Demong op de tiende plaats.

### 1999-2006
Op de wereldkampioenschappen noordse combinatie 1999 in Ramsau eindigde Lodwick als dertiende op de sprint en als veertiende op de Gundersen, samen met Carl Vanloan, Johnny Spillane en Bill Demong eindigde hij als tiende in de teamwedstrijd. In Lahti nam de Amerikaan deel aan de wereldkampioenschappen noordse combinatie 2001, op dit toernooi eindigde hij als zeventiende op de Gundersen en als vijfentwintigste op de sprint. In de teamwedstrijd bereikte hij samen met Matt Dayton, Johnny Spillane en Bill Demong de achtste plaats. Tijdens de Olympische Winterspelen van 2002 in Salt Lake City eindigde Lodwick als vijfde op de sprint en als zevende op de Gundersen, samen met Matt Dayton, Johnny Spillane en Bill Demong eindigde hij als vierde in de teamwedstrijd. Op de wereldkampioenschappen noordse combinatie 2003 in Val di Fiemme eindigde de Amerikaan als veertiende op de Gundersen en als negentiende op de sprint, in de teamwedstrijd eindigde hij samen met Carl Vanloan, Jed Hinkley en Johnny Spillane op de vijfde plaats. In Oberstdorf nam Lodwick deel aan de wereldkampioenschappen noordse combinatie 2005, op dit toernooi eindigde hij als dertiende op de sprint en als eenentwintigste op de Gundersen. Samen met Bill Demong, Carl Vanloan en Johnny Spillane bereikte hij de vijfde plaats in de teamwedstrijd. Tijdens de Olympische Winterspelen van 2006 in Turijn eindigde de Amerikaan als achtste op de Gundersen en als negende op de sprint, in de teamwedstrijd eindigde hij samen met Bill Demong, Carl Vanloan en Johnny Spillane op de zevende plaats. Aan het einde van het seizoen 2005/2006 beëindigde Lodwick zijn carrière.

### Comeback
Gedurende het seizoen 2008/2009 keerde Lodwick terug in de wereldbeker met twee tweede plaatsen tijdens de wedstrijden in Oberhof. Eerder had hij drie wedstrijden in de Continentalcup gewonnen. Op de wereldkampioenschappen noordse combinatie 2009 in Liberec veroverde de Amerikaan de wereldtitel op zowel de massastart als de kleine schans, op de grote schans eindigde hij op de tiende plaats. Tijdens de Olympische Winterspelen van 2010 in Vancouver eindigde Lodwick als vierde op de kleine schans en als dertiende op de grote schans. Samen met Bretta Camerota, Bill Demong en Johnny Spillane behaalde hij de zilveren medaille in de landenwedstrijd.
In Oslo nam de Amerikaan deel aan de wereldkampioenschappen noordse combinatie 2011. Op dit toernooi eindigde hij als vijfde op de grote schans en als achtste op de kleine schans. In de beide landenwedstrijden eindigde hij met zijn landgenoten niet op het podium. Op de wereldkampioenschappen noordse combinatie 2013 in Val di Fiemme eindigde Lodwick als 35e op de normale schans, in de landenwedstrijd sleepte hij samen met Taylor Fletcher, Bryan Fletcher en Bill Demong de bronzen medaille in de wacht.

## Resultaten

### Olympische Spelen
| Jaar | Plaats         | Resultaten                                  |
| ---- | -------------- | ------------------------------------------- |
| 1994 | Lillehammer    | 13e 15 km Gundersen 7e Team                 |
| 1998 | Nagano         | 20e 15 km Gundersen 10e Team                |
| 2002 | Salt Lake City | 5e 7,5 km Sprint 7e 15 km Gundersen 4e Team |
| 2006 | Turijn         | 8e 15 km Gundersen 9e 7,5 km Sprint 7e Team |
| 2010 | Vancouver      | 4e Gundersen NH · 13e Gundersen LH · Team   |

### Wereldkampioenschappen
| Jaar | Plaats        | Resultaten                                            |
| ---- | ------------- | ----------------------------------------------------- |
| 1995 | Thunder Bay   | 4e Team                                               |
| 1997 | Trondheim     | 5e Team                                               |
| 1999 | Ramsau        | 13e 7,5 km Sprint 14e 15 km Gundersen 10e Team        |
| 2001 | Lahti         | 17e 15 km Gundersen 25e 7,5 km Sprint 8e Team         |
| 2003 | Val di Fiemme | 14e 15 km Gundersen 19e 7,5 km Sprint 5e Team         |
| 2005 | Oberstdorf    | 13e 7,5 km Sprint 21e 15 km Gundersen 5e Team         |
| 2009 | Liberec       | Gundersen NH · Massastart · 10e Gundersen LH          |
| 2011 | Oslo          | 5e Gundersen LH 8e Gundersen NH 4e Team NH 6e Team LH |
| 2013 | Val di Fiemme | 35e Gundersen NH · Team                               |

### Wereldbeker
Eindklasseringen
| Seizoen   | Plaats |
| --------- | ------ |
| 1993/1994 | 46e    |
| 1994/1995 | 11e    |
| 1995/1996 | 16e    |
| 1996/1997 | 16e    |
| 1997/1998 | 4e     |
| 1998/1999 | 8e     |
| 1999/2000 | 4e     |
| 2000/2001 | 8e     |
| 2001/2002 | 6e     |
| 2002/2003 | 9e     |
| 2003/2004 | 7e     |
| 2004/2005 | 4e     |
| 2005/2006 | 13e    |
| 2008/2009 | 24e    |
| 2009/2010 | 15e    |
| 2010/2011 | 25e    |
| 2011/2012 | 52e    |
| 2012/2013 | 59e    |

Wereldbekerzeges
| Datum           | Plaats                    | Onderdeel       |
| --------------- | ------------------------- | --------------- |
| 6 december 1995 | Steamboat Springs         | 15 km Gundersen |
| 3 januari 1998  | Schonach                  | 15 km Gundersen |
| 13 maart 1998   | Oslo                      | 7,5 km Sprint   |
| 25 januari 2001 | Steamboat Springs         | 15 km Gundersen |
| 1 december 2001 | Lillehammer / Beitostølen | 15 km Gundersen |
| 4 januari 2004  | Schonach                  | 15 km Gundersen |